# Discografia di Iva Zanicchi fuori dall'Italia
In questa voce sono riportate, suddivise per paese, le produzioni discografiche di Iva Zanicchi all'estero.
Gli album di Zanicchi sono stati pubblicati in molti paesi del mondo tra cui Stati Uniti, Francia, Germania, Turchia, Argentina, Brasile, Venezuela, Uruguay, Corea, Giappone, Belgio, Spagna, Portogallo, Bulgaria, Grecia, Israele, Libano e Sudafrica, per un totale di 56 album (sia versioni italiane esportate all'estero, che album italiani ricantati, prevalentemente in lingua spagnola), 77 singoli, 12 EP e numerose compilation.

## Argentina

### Album
- 1967 Fra noi (PHILIPS - 82213 PL)
- 1969 Zingara (PHILIPS - 82220 PL)
- 1970 Interpreta a Theodorakis (RI-FI - RFLS-60003)
- 1971 Morir de amor (RI-FI - RFL-60006)
- 1973 Mas alla del amor (RI-FI - RFLS-60008)
- 1974 Que tal querida como estas? (RI-FI - RFLS-60011)
- 1974 Propuestas (RI-FI - RFLS 60014)
- 1976 Confesion (RI-FI - RFLS-60020)
- 1978 ¿Chao Iva còmo estas?* (RI-FI/Micsa - SEL 70.000)
- 1979 Playboy (MICSA - SEL 70007)
- 1979 Lago Azul (MICSA - SEL 70009)
- 1980 D'Iva* (Epic 47.233)
- 1981 Nostalgias* (CBS - 20.215)
- 1982 Yo por amarte* (CBS - 20.325)
- 1987 Queridas colegas (Microfon - SE - 60 419)
- 1992 Hoy (DDD - 730.143)
- 1992 Come mi vorrei (Radio KO)

### Singoli

#### 33 giri
- 1967 Entre nosotros/Y por que (PHILIPS 83361-PB)
- Amore amor/Durmiendo (PHILIPS 83388-PB)
- No era verdad/Cree (PHILIPS 83420-PB)
- 1969 Zingara/Yo sueno (PHILIPS 83441-PB)

#### 45 giri
- El arca de Noè/Aria di Settembre (Victor - RCA 1665)
- Un humo amargo/El sueno de humo (Victor - RFS-6005)
- La orilla blanca, la orilla negra/Tu no estas mas enamorado de mi (RI-FI - RFS-6009)
- Morir de amor/Por amor a ti (RI-FI - RFS-6011)
- Coraje y miedo/Fra noi (RI-FI - RFS-6012)
- No obstante ella/He de amarte (RI-FI - RFS-6013)
- 1972 No obstante ella*/No me olvides* (RI-FI - RFS- 6015)
- 1974 Que tal querida como estas/Vendetta (RI-FI - RFS 6018)
- 1974 Que tal querida como estas*/Fra noi (RI-FI - RFS 6019)
- 1976 Es asi como te amo/Vaya con Dios (RI-FI - RFS-6023)
- 1977 Una voz, una guitarra y un poco de luna/Es mayo (Micsa 4342)
- 1978 Chao, cara, como estas?*/La noche del adios* (Micsa 273 4412)
- 1978 Con el ansia de ti/Estas contento (Micsa 319 4458)
- 1979 Por ti/Aquellas tardes de domingo (Micsa 388 4527)
- 1979 Lago azul*/Lago azul (Micsa 395-4534)
- 1980 Nuestra musica*/A parte del hecho* (EPIC - 40.259)
- 1981 Para vivir un gran amor (CBS - DEP-177)
- 1981 Imaginate/Imaginate (CBS - DEP-205)
- 1982 Yo por amarte*/Yo por amarte* (CBS - DEP-259)
- 1982 Mentira*/No me dejes no* (CBS - DEP-294)
- 1987 No digas nada/Eres bellisima (Microfon RD-404)

### Extended play
- La orilla blanca, la orilla negra/El muchacho que sonrìe/Un istante/Tu no estas mas enamorado de mi (RI-FI - RFE 12002)
- Fra noi/Venecia sin ti/Morir de amor/He de amarte a ti (RI-FI - RFE-12003)

Note: le canzoni e gli album contrassegnati con il simbolo * sono cantati in lingua spagnola

## Belgio

### 45 giri
- 1965 I tuoi anni più belli/Un altro giorno verrà (Show Records - SH 1152)

## Bolivia

### Album
- 1981 Nostalgias* (CBS 20317)

Note: le canzoni e gli album contrassegnati con il simbolo * sono cantati in lingua spagnola

## Brasile

### Album
- 1975 Io ti propongo (RI-FI/Continental 3-18-404-006)
- 1976 Confessioni (RI-FI/Continental - 3-18-404-012)
- 1977 Cara Napoli (RI-FI/Continental – 3.18-404-014)
- 1978 Con la voglia di te (RI-FI/Continental - 3-18-404-018)

### 45 giri
- 1974 Ciao, cara, come stai?/Alla mia gente (RCA 201.1002)
- 1976 Moro onde não mora ninguém/Proposta (RI-FI/Continental - 3-18-101-011)
- 1978 Mal d'amore/Selvaggio - (RI-FI/Continental 3.18-101-024)

### Extended play
- 1975 Testarda io/Sempre tua/Io ti propongo/Dammi un'ora in più (RI-FI/Continental - 3-18-201-002)

## Bulgaria

### Album
- 1976 The Golden Orpheus '76 (Balkanton - BTA 2057)

## Canada

### 45 giri
- I tuoi anni più belli/Un altro giorno verrà (Kosmophon Records - K 3325)
- L'Arca Di Noe/Aria Di Settembre (Kosmophon Records – K 3388)
- Un Fiume Amaro/Non Pensare a Me (Kosmophon Records – K 3406)
- La Riva Bianca, La Riva Nera/Tu Non Sei Più Innamorato Di Me (Kosmophon Records – K 3407)

## Cile

### Album
- 1978 Propuesta (RI-FI - LP-MIC 50 39)

### 45 giri
- 1967 No pienses en mi/Vida (PHILIPS - 333.723)
- 1969 Zingara/Yo sueno (PHILIPS - 333.725)
- 1978 La orilla blanca, la orilla negra/Con la voglia di te (Microfon - SMIC-1048)
- 1980 A parte de hecho*/La valija* (CBS - 11364)
- 1980 Te quiero pero no te amo*/Caro Pietro* (CBS - 11398)

Note: le canzoni e gli album contrassegnati con il simbolo * sono cantati in lingua spagnola

## Colombia

### Album
- 197? Iva Zanicchi* (RI–FI - ECI-304)
- 1980 D'Iva* (CBS 14-1390)
- 1981 Nostalgias* (CBS 14-1497)
- 1982 Yo por amarte* (CBS 14-1645)

Note: le canzoni e gli album contrassegnati con il simbolo * sono cantati in lingua spagnola

## Corea

### Album
- 1996 Iva Zanicchi (Si-Wan Records - SRMWPC 005)

## Costa Rica

### 45 giri
- 1980 Aparte el hecho/Vivire (Epic - 45337)

Note: le canzoni e gli album contrassegnati con il simbolo * sono cantati in lingua spagnola

## Ecuador

### Album
- 1981 D'Iva* (CBS 331-0353)
- 1982 Nostalgias* (CBS - 331.0393)

Note: le canzoni e gli album contrassegnati con il simbolo * sono cantati in lingua spagnola

## Francia

### 45 giri
- 1969 Zingara/Io sogno (Fontana - 260.208 MF)
- 1969 Due grosse lacrime bianche/Sleeping (Fontana - 260 222 MF)
- 1970 L'arca di noe/Aria di settembre (Festival - SPX 117)
- 1970 Un uomo senza tempo/Quando l'orchestra suonerà (Festival - SPX 138)
- 1974 Ciao cara come stai/Vendetta (EPIC - EPC 2370)

### Extended play
- 1965 I tuoi anni più belli/Chi potrà amarti?/Resta sola come sei/Se (International - IN-EP 206 M)
- Io ti darò di più/La notte dell'addio/Giorgio Gaber:Mai, mai, mai Valentina/Le ore e le stelle (Barclay - 070969 M)
- 1966 Il faut croire en demain*/Caro mio/Le matin de l'adieu*/Non tornar mai (Barclay - 070954 M)
- 1967 Non pensare a me/Vita/Fra noi/Oltre la notte (Barclay - 071129 M)

Note: le canzoni contrassegnate con il simbolo * sono cantati in lingua francese

## Germania

### Album
- 1976 Singt Theodorakis (RI-FI - MLP 15.574)
- 1976 Singt Federico Garcia Lorca (METRONOME - MLP 15.573)
- 1977 Cara Napoli (RI-FI/METRONOME - 69.002)
- 1977 Confessioni (RI-FI/METRONOME - 69.041)
- 1981 Ardente (Jupiter Record - LC 3379)

### 45 giri
- 1973 Le giornate dell'amore/Solo la musica (RI-FI - 39.002)
- 1976 Jesus/Io sarò la tua idea (Metronome - M 25.709)
- 1983 Ardente/E tu mai (Jupiter Record - 6.13680 AC)

## Giappone

### Album
- 1966 Mina & Iva Zanicchi (Fontana - SFON-7055)
- 19?? Non pensare a me (Fontana -  SFON-7087)
- 1970 Caro Theodorakis...Iva (RI-FI - SFX-7438)
- 1971 Iva senza tempo (RI-FI - SFX-7353)
- 1971 Caro Aznavour...Iva (RI-FI - SFX-5008)
- 1974 Ciao, cara,come stai  (Seven Seas - SR 872)
- 1976 Dammi un'ora in più (Seven Seas - RI-FI GP 437)
- 1976 Caro Theodorakis...Iva (Seven Seas - RI-FI - GP-438)
- 1976 Caro Garcia Lorca...Iva' (Seven Seas - RI-FI - GP 447)
- 1981 Caro Aznavour (Seven Seas - RI-FI - GP 581)

### 45 giri
- 1965 Accarezzami amore (versione in giapponese)*/Accarezzami amore (Fontana - FON-1051)
- Oltre la notte/Oltre la notte (Bob Mitchell) (Fontana - SFON 1005)
- 1967 Non pensare a me/Vita (Fontana - SFON - 1008)
- 1969 Zingara/Io sogno (PHILIPS - SFL-1214 M)
- 1970 L'arca di Noè/Aria di settembre (RI-FI - SFL-1260 M)
- 1971 Un attimo (versione in giapponese)*/Un attimo (RI-FI - SFL-1333)
- 1972 Il mio bambino/Ma che amore (RI-FI - SFL-1731)
- 1973 Un fiume amaro-Il mio aprile (RI-FI - SFL-1766)
- 1974 Ciao cara, come stai?/Un fiume amaro (Seven Seas - HIT 2135)
- 1987 Testarda io/Ciao cara come stai (Seven Seas - K07S-7093)

### Extended play
- 1974 Non pensare a me/La notte dell'addio/Zingara/Che vuoi che sia (Seven Seas - RI-FI - OH-86)

Note: le canzoni e contrassegnate con il simbolo * sono cantati in lingua giapponese

## Grecia

### Album
- 1976 Caro Theodorakis...Iva (Music-box - SMB 40009)
- Nefertari (THREE EGGS - 6062)

### 45 giri
- Non pensare a me/Vita (PHILIPS - 333 723)
- Quel momento/Dove è lui (PHILIPS - 333 728)
- Non pensare a me/Caldo è l'amore (PHILIPS - 333 800)
- La riva bianca, la riva nera/Tu non se più innamorato di me (PHILIPS - 6071 652)

## Israele

### Album
- 1970 Iva senza tempo (RI-FI - R. F. 6102)

### 45 giri
- 1969 Zingara/Ci vuole così poco (RI-FI - RR 4579)

### Extended play
- 1967 Non pensare a me/Vita/Ma pecchè/Un altro giorno verrà (RI-FI - 17124)

## Libano

### 45 giri
- 1969 Zingara/Io sogno (Ri-Fi - RF 101)
- A Napoli c'est fini (cantata da Fred Bongusto)/ Il faut croire en demain*

Note: le canzoni contrassegnate con il simbolo * sono cantate in lingua francese

## Messico

### Album
- 1981 Nostalgias* (Epic LNS-17373)

### 45 giri
- 1981 Nostalgias*/Pienso en ti* (Epic SC-71961)

Note: le canzoni e gli album contrassegnati con il simbolo * sono cantati in lingua spagnola

## Perù

### Album
- 1981 Nostalgias* (CBS S.E. 8526)

### 45 giri
- Yo sueno/Tienme contigo (PHILIPS - P 05618 F)

Note: le canzoni e gli album contrassegnati con il simbolo * sono cantati in lingua spagnola

## Portogallo

### 45 giri
- 1977 Mal d'amore/Selvaggio (RI-FI - PRFN-NP 16734)

## Spagna

### Album
- 1970 Caro Theodorakis... (Marfer / RI-FI - MR. 30-112)
- 1971 Caro Aznavour (RI-FI - CPS 9144)
- 1972 Shalom - Cantos Del Pueblo Hebreo (RI-FI - CPS 9206)
- 1972 Caro Theodorakis...Iva (RI-FI - CPS 9190)
- 1974 Chao Iva cómo estás?* (Ri-Fi - CPS 9344)
- 1975 Propuesta (RI-FI - CPS-9415)
- 1975 Io sarò la tua idea (RIFI - CPS 9454)
- 1981 Nostalgias* (EPIC - EPC 85509)
- 1982 Yo, por amarte* (EPIC - EPC 25292)
- 1988 Care colleghe (VEMSA - VLP-287)

### 45 giri
- 1966 Caro mio/La notte dell'addio (Belter - 07-243)
- 1966 Yo te daria mas*/La noche del adios* (Belter - 07.268)
- 1968 Per vivere/Non accetterò (Marfer - M. 20-050)
- 1968 Amore amor/Sleeping (Marfer – MR 20.064)
- 1969 Zingara/Io sogno (Marfer - MR.20-070)
- 1969 Due grosse lacrime bianche/Tienimi con te (Marfer - MR.20-079)
- 1970 L'arca di Noè/Aria di settembre (Marfer - MR.20-119)
- 1970 Un fiume amaro/Il sogno e fumo (Marfer - MR.20-163)
- 1971 La orilla blanca la orilla negra*/Tu non sei più innamorato di me (RI-FI - MO 1148)
- 1971 Valor o miedo*/Sciogli i cavalli al vento (RI-FI - MO 1257)
- 1973 Mi ha stregato il viso tuo/La mia sera (RI-FI - MO 1330)
- 1974 Ciao cara come stai/Vendetta (RI-FI - MO 1405)
- 1974 Chao cara como estas*/Un rio amargo* (RI-FI - MO 1419)
- 1974 Sarà domani/L'indifferenza (RI-FI - MO 1451)
- 1976 Mama, amiga mia*/Dormi, amore dormi (RI-FI - MO 1645)
- 1977 Confessioni/Arrivederci padre (RI-FI - MO 1718)
- 1978 Lago azul*/Se riesci a non morire (RI-FI - MO 1867)
- 1979 Aparte del hecho*/La valija* (RCA - SPBO 7211)
- 1981 Nostalgias*/La orilla blanca la orilla negra* (EPIC - A-2001)
- 1982 Imaginate*/Yo que non vivo sin ti* (EPIC - A-2431)
- 1982 Mentira*/Te quiero te quiero* (EPIC - EPC A-3115)

### Extended play
- 1965 Resta sola come sei/Credi/Come ti vorrei/Tu dirai (Belter - 51.478)
- 1965 Accarezzami amore/La nostra spiaggia/Mi cercherai/I tuoi anni più belli (Belter - 51.557)
- 1966 La notte dell'addio/Io ti darò di più/Caro mio/Un altro giorno verrà (Belter - 51.624)
- 1967 Non pensare a me/Vita/Fra noi/Caldo è l'amore(Belter - 51-766)
- 1971 Il mio aprile/Per te/Sul nostro giorno amaro/Aspetta voce mia (Fundador - 10.211)

Note: le canzoni e gli album contrassegnati con il simbolo * sono cantati in lingua spagnola

## Sudafrica

### Album
- 196? Iva Zanicchi (PHILIPS - PSK 3280)

## Tunisia

### 45 Giri
- 1969 Zingara/Io sogno (Fontana/En'nagham - STD 80)

## Turchia

### Album
- 1979 Shalom (WEST - WLP 109)

### 45 giri
- 1967 Non tornare mai/Il faut croire en demain* (MELODI - 45-4058)
- 1967 Non pensare a me/Vita (SAHIBININ SESI - AX 9010)
- La felicità/Anche così (Odeon - LA 6704)
- Zingara/Io Sogno (Odeon - LA 6705)
- L'arca di Noè/Aria di settembre (Disko - DLS 6019)
- Ciao cara, come stai/Alla mia gente (DISKOTUR - DT 6019)

Note: le canzoni contrassegnate con il simbolo * sono cantati in lingua francese

## Uruguay

### Album
- Interpreta a Theodorakis (RI-FI - RFLS-60003)
- 1973 Mas alla del amor (RI-FI - RFLS-60008)
- 1978 ¿Chao Iva còmo estas?* (Variety - 77004)
- 1980 D'Iva* (Epic - 27.242)
- 1981 Nostalgias* (CBS - 20.215)

### Singoli

#### 33 giri
- 1969 Zingara/Yo sueno (PHILIPS - 83441 PB)

#### 45 giri
- 1974 Que tal querida como estas/Vendetta (RI-FI - RFS - 6018)

Note: le canzoni e gli album contrassegnati con il simbolo * sono cantati in lingua spagnola

## USA

### Album
- 1966 Caro mio (UA International - UNS 14502)
- 1967 Fra noi (UA International - UNS 15537)
- 1981 Nostalgias* (CBS INTERNATIONAL - 11312)
- 2012 Recital At The Festival "The Golden Orpheus '76"

### 45 giri
- 1967 Non pensare a me/Vita (UA International - UL 2801)

Note: le canzoni e gli album contrassegnati con il simbolo * sono cantati in lingua spagnola

## Venezuela

### Album
- 1970 Caro Theodorakis...Iva (Orbe - SORLP 4318)
- 1976 Io sarò la tua idea (Orbe - ORLP 4424)
- 1979 Iva Zanicchi En Español (Orbe – OR 4481)
- 1980 D'Iva (EPIC-194)

Note: le canzoni e gli album contrassegnati con il simbolo * sono cantati in lingua spagnola